# Zagorți, Sliven
Zagorți (în bulgară Загорци) este un sat în comuna Nova Zagora, regiunea Sliven,  Bulgaria. 

## Demografie
Componența etnică a satului Zagorți
     Turci (1,53%)
     Nicio identificare (2,8%)
     Bulgari (79,84%)
     Romi (15,81%)
La recensământul din 2011, populația satului Zagorți era de 392 locuitori. Din punct de vedere etnic, majoritatea locuitorilor (79,84%) erau bulgari, existând și minorități de romi (15,81%) și turci (1,53%). Pentru 2,8% din locuitori nu este cunoscută apartenența etnică.